# Gweru
Gweru (abans coneguda com a Gwelo) és una ciutat del centre de Zimbàbue. Té una població de 149.000 habitants (2007), per la qual cosa és la cinquena ciutat més gran del país. Actualment Gweru és la capital de la província de Midlands.

## Història
La ciutat de Gweru va ser fundada el 1894 pel Dr. Leander Starr Jameson. Es va convertir en un municipi el 1914 i va aconseguir el títol que l'acredita com a ciutat el 1971. El nom de la ciutat va ser canviat de Gwelo a Gweru l'any 1982. Actualment és la seu de la Base Aèria de Thornhill, que és una guarnició aèria de Zimbàbue, del Museu Militar i del Parc de l'Antílop. Els recintes arqueològics de Nalatale i Danangombe es troben a prop.

## Economia
Les indústries de la ciutat són fonamentalment relacionades amb els aliatges, destaquen: 
una planta de fosa de crom i l'empresa de sabates de Bata (inaugurada el 1939). Tots dos són els principals ocupadors de Gweru. A Gweru es troba una de les millors ramaderies i àrees que envolten l'activitat agrícola entorn de la indústria ramadera (tant el sector de la carn i productes làctics) de tot Zimbàbue. La fàbrica Bata té la seva pròpia planta per a l'adobat de cuirs i la Comissió CSC disposa d'un escorxador a Gweru. Les flors també són conreades a la zona formant així el mercat d'exportació més gran de Zimbàbue. El destil·lador Afdis té una àmplia propietat de vinyers per a la producció de vi. La mineria és també freqüent, principalment s'extreu cromita procedent de rics dipòsits al llarg de la Gran Dyke, a l'est de Gweru.

### Turisme
El principal hotel de la ciutat és l'hotel Midlands que va ser inaugurat el 1927 pels germans Meikles. Aquest hotel va estar a punt de ser demolit però després de moltes protestes per part de la població es va salvar. Un altre hotel important és el Chitukuko (anteriorment conegut com l'Hotel Cecil) que està situat a la zona centre de la ciutat. Tots dos hotels són propietat de Patrick Kombaye, exalcalde i polític molt conegut per la seva crítica de l'actual govern. El Motel Fairmile està a només una milla del centre de la ciutat a la carretera de Bulawayo.